# Galeata
Galeata (romanyol nyelven Gagliêda) település Olaszországban, Emilia-Romagna régióban, Forlì-Cesena megyében. Lakosainak száma 2433 fő (2023. január 1.). Galeata Predappio, Premilcuore, Santa Sofia, Civitella di Romagna és Rocca San Casciano községekkel határos.

## Népesség
A település lakossága az elmúlt években az alábbi módon változott:
| Lakosok száma | 2536 | 2511 | 2433 |
|               | 2017 | 2018 | 2023 |